# La Calera
La Calera é uma comuna da província de Quillota, localizada na Região de Valparaíso, Chile. Possui uma área de 60,5 km² e uma população de 49.503 habitantes (2002).